# Kamendaka albomaculata
Kamendaka albomaculata är en insektsart som först beskrevs av Frederick Arthur Godfrey Muir 1926.  Kamendaka albomaculata ingår i släktet Kamendaka och familjen Derbidae. Inga underarter finns listade i Catalogue of Life.